# Operação Barbour
Operação Barbour foi uma operação da Polícia Federal do Brasil deflagrada 26 de novembro de 2018 para desarticular organização criminosa especializada em fraudes contra a Previdência Social. O montante do prejuízo foi estimado em 170 milhões de reais.
Durante a operação foram cumpridos quatro mandados de prisão temporária e seis mandados de busca e apreensão em São Paulo, Diadema e Santo André.
Em 6 de dezembro de 2018 a justiça decretou a prisão preventiva da vereadora Elian Santana (SD). Em fevereiro de 2019, o procurador federal Alessander Jannucci, da Advocacia-Geral da União (AGU), revelou que os 38 benefícios previdenciários concedidos de forma fraudulenta a investigados na Operação Barbour são de servidores do Banco do Brasil (BB).
Em 21 de maio de 2025, o Tribunal de Contas da União (TCU) condenou o ex-técnico do Instituto Nacional do Seguro Social (INSS) Vitor Mendonça de Souza a devolver mais de 1,6 milhão de reais ao erário pelo prejuízo causado em razão da concessão irregular de aposentadorias, e ao pagamento de multa de 500 mil reais. A soma ultrapassa 2,1 milhões de reais.